# Michael Jeter

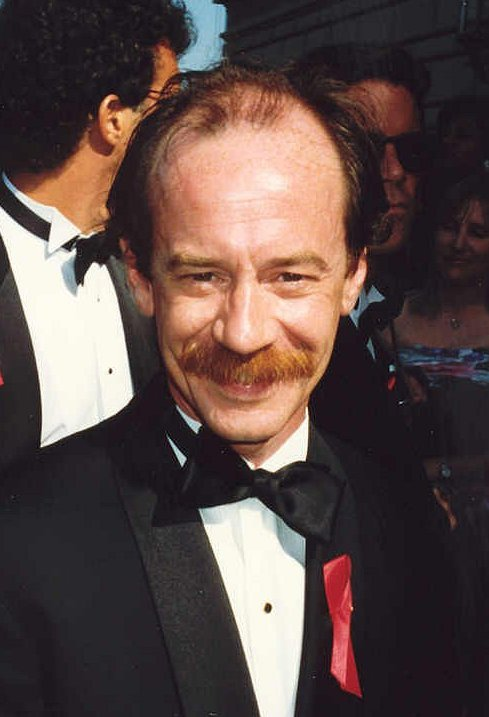
Jeter bei der Emmy-Verleihung 1992

Michael Jeter (* 26. August 1952 in Lawrenceburg, Tennessee; † 30. März 2003 in Los Angeles, Kalifornien) war ein US-amerikanischer Schauspieler.

## Leben
Michael Jeter studierte an der Memphis State University. Nach Off-Broadway-Engagements spielte er 1978 in Once in a lifetime am Broadway. Im darauffolgenden Jahr wurde er mit dem Theatre World Award ausgezeichnet und hatte eine Rolle im auf dem gleichnamigen Musical basierenden Spielfilm Hair. Weitere Rollen hatte er im Laufe seiner Karriere in so verschiedenen Filmen wie Jakob der Lügner, Waterworld, The Green Mile oder Terry Gilliams König der Fischer. Neben Gastauftritten in Fernsehserien wie Lou Grant oder Picket Fences hatte er eine wiederkehrende Rolle als Assistenz-Trainer in Daddy schafft uns alle mit Burt Reynolds in der Hauptrolle, für die er 1992 mit einem Emmy-Award ausgezeichnet wurde. 1990 hatte er bereits einen Tony Award für seine Darstellung im Broadway-Musical Grand Hotel erhalten.
Im Simulator-Film Race for Atlantis, der 1998 in den USA entwickelt wurde und von 2005 bis 2016 auch im Phantasialand zu sehen war, schlüpfte Michael Jeter in die Rolle von Pinda, dem tollpatschigen Assistenten von König Neptun.
Jeter lebte offen homosexuell. 1997 wurde er als HIV-positiv diagnostiziert, er starb 2003 an einem epileptischen Anfall.

## Filmografie (Auswahl)
- 1979: Hair
- 1983: Zelig
- 1989: Dead Bang – Kurzer Prozess (Dead Bang)
- 1989: Tango und Cash (Tango & Cash)
- 1990: Miller’s Crossing
- 1991: König der Fischer (The Fisher King)
- 1993: Sister Act 2 – In göttlicher Mission (Sister Act 2: Back in the Habit)
- 1994: Drop Zone
- 1995: Waterworld
- 1997: Air Bud – Champion auf vier Pfoten (Air Bud)
- 1997: Mäusejagd (Mousehunt)
- 1998: Thursday – Ein mörderischer Tag (Thursday)
- 1998: Angst und Schrecken in Las Vegas (Fear and Loathing in Las Vegas)
- 1998: Patch Adams
- 1999: Ein Hauch von Himmel (S5 Episode 16 - Ort der Verdammnis als Gus Zimmerman)
- 1999: Ein wahres Verbrechen (True Crime)
- 1999: Jakob der Lügner (Jakob the Liar)
- 1999: The Green Mile
- 2000: The Gift – Die dunkle Gabe (The Gift)
- 2001: Jurassic Park III
- 2002: Safecrackers oder Diebe haben’s schwer (Welcome to Collinwood)
- 2003: Open Range – Weites Land (Open Range)
- 2004: Der Polarexpress (The Polar Express)

## Auszeichnungen
- 1990: Clarence Derwent Award für Grand Hotel
- 1990: Tony-Award für Grand Hotel
- 1991: Emmy-Nominierung für Daddy schafft uns alle
- 1992: Emmy-Award für Daddy schafft uns alle
- 1992: Golden-Globe-Nominierung für Daddy schafft uns alle
- 1993: Emmy-Nominierung für Picket Fences
- 1993: Emmy-Nominierung für Daddy schafft uns alle
- 1996: Emmy-Nominierung für Chicago Hope
- 2000: SAG-Award-Nominierung für Green Mile